# David Cole (producer)
David Bryon Cole (Johnson City, Tennessee, 1962. június 3. – New York, 1995. január 24.) amerikai dalszövegíró, és zenei producer, a C+C Music Factory alapító tagja, Robert Clivillés barátja, kollégája akivel közösen hozták létre a Clivillés + Cole duót is.
Robert Clivillés és David Cole számos dalt írt, és remixelt, többek között Aretha Franklin, Mariah Carey, Lisa Lisa, Cult Jam, Deborah Cooper számára. Cole 1995-ös halála után Clivillés a C+C Music Factoryba tért vissza, ahol tovább tevékenykedett.

## Zenei karrier
A 80-as évek végén Robert Clivillés és David Cole a 2 Puerto Ricans, a Blackman, and a Dominican és a The 28th Street Crew nevű együttesekben tevékenykedtek, valamint a nem túl hosszú életű Brat Pack nevű csapatot is támogatták. 1988-ban Cole kiadott egy kislemezt You Take My Breath Away címmel. A duó támogatta a Seduction nevű amerikai együttest is, számos Top 10-es slágert írt számukra, valamint támogatták a The Weather Girls énekesnőjének Martha Washnak a pályafutását is, aki akkoriban a Black Box nevű csapat énekesnője volt. 1990-ben Clivillés és Cole megjelentettek Freedom Williams rapperrel közösen egy dalt Get Dumb! (Free Your Body) címmel The Crew név alatt, azonban a duó legnagyobb sikereit a C+C Music Factory nevű együttesben érte el.

## Szerzői jogok megsértése
A "Get Dumb (Free Your Body)" című dal alapjai az 1983-as Boyd Jarvis dalból, a The Music Got Me címűből vették át, engedély nélkül, amiért 1990-ben szerzői jogok megsértése miatt 15 millió dolláros jogdíjat követelt a szerző.
Négy évvel később Kevin McCord szerzői jogok megsértése miatt pert indított Mariah Carey, Clivillés + Cole, valamint a Columbia Records kiadó ellen, miszerint az Alicia Myers által eredetileg énekelt I Want to Thank You című dal alapjait engedély nélkül használták fel. McCord végül elfogadta az 500.000 dolláros elszámolási ajánlatot.

## Halála
Cole 1995. január 24-én, hosszú betegség után halt meg. A hivatalos adatok szerint AIDS által okozott gerincvelő-gyulladás komplikációiba halt bele. Az East Ridgelawn temetőben temették el New Jerseyben.
Az One Sweet Day című dalt, melyet a Boyz II Men és Mariah Carey adták elő, David Cole emlékére írták.